# تشارلوت موور سيترلي
شارلوت إيما مور سيترلي (24 سبتمبر 1898-3 مارس 1990) كانت عالمة فلك أمريكية. وهي معروفة بدراساتها الطيفية المكثفة للشمس والعناصر الكيميائية. تُعرف جداول البيانات الخاصة بها بموثوقيتها ولا تزال تُستخدم بانتظام.

## النشأة والتعليم

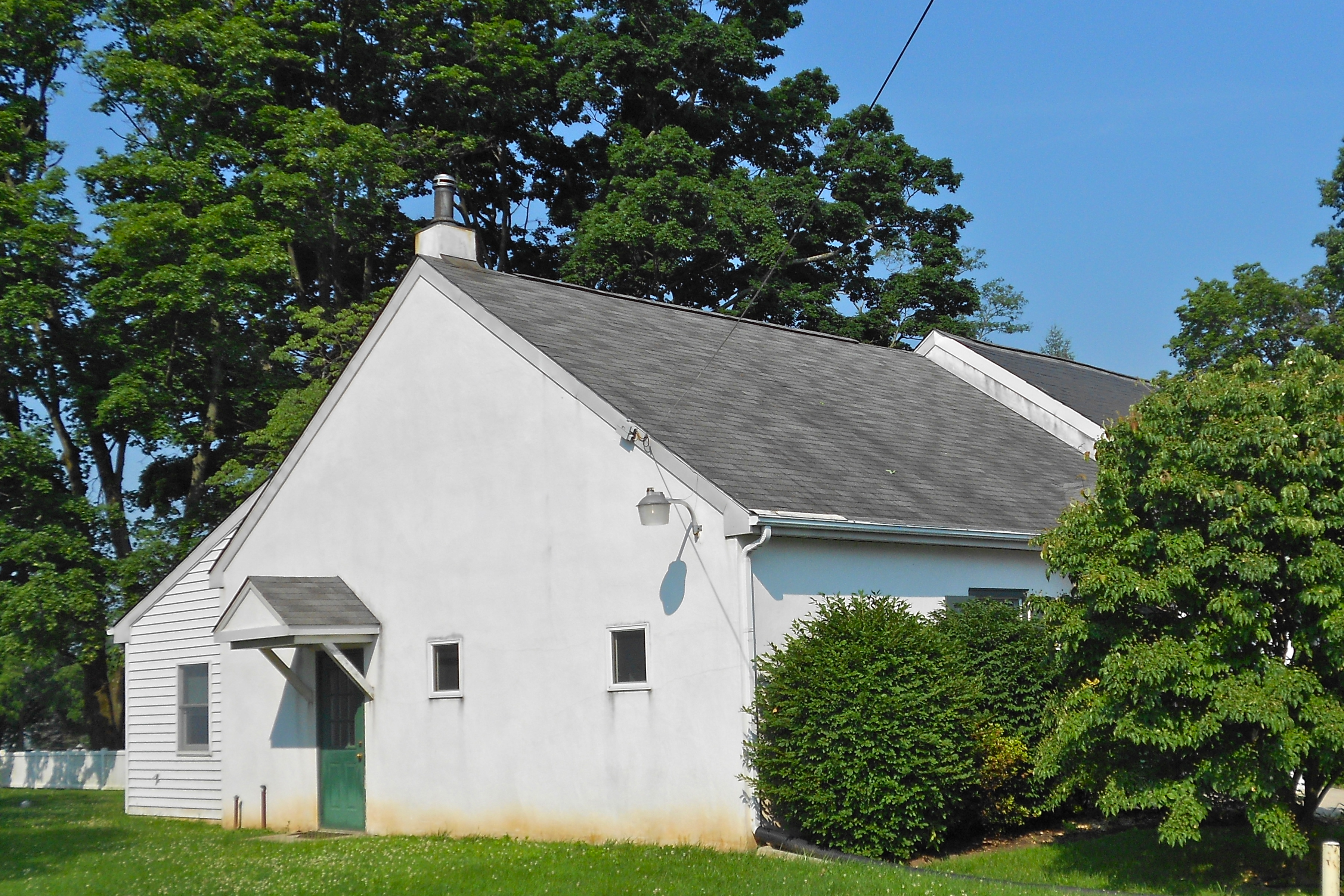
اجتماع أصدقاء فالوفيلد

وُلدت شارلوت مور لأبوين جورج دبليو وإليزابيث والتون مور في قرية إركيلدون بولاية بنسلفانيا، وهي قرية صغيرة بالقرب من كوتسفيل. كان والدها المشرف على المدارس في مقاطعة تشيستر وكانت والدتها معلمة في المدرسة. كان والداها من الكويكرز وكانت شارلوت عضوًا مدى الحياة في اجتماع أصدقاء فالوفيلد.
التحقت بكلية سوارثمور، حيث شاركت في العديد من الأنشطة اللامنهجية مثل هوكي الجليد، والاتحادات الطلابية، ونادي الإنشاد الجماعي، والدروس الخصوصية. من أجل دفع الرسوم الدراسية، كانت مور معلمة بديلة، وهي إحدى الطرق القليلة التي اعتقدت أنها يمكن أن تشق طريقها في الكلية. لقد أرادت ممارسة مهنة خارج التدريس لأنها لم تعجب بنظام التدريس انذاك ويظهر ذلك في قولها: «لم أستمتع بالتدريس الذي كنت أقوم به من الصف الأول حتى المدرسة الثانوية. لقد نجحت في ذلك، لكن لم يعجبني؛ كان مقيدا أكثر من اللازم.»
تخرجت مور من سوارثمور في عام 1920 بدرجة بكالوريوس الآداب في الرياضيات وانتقلت إلى جامعة برينستون للعمل كجهاز كمبيوتر بشري.

## الحياة المهنية
بناءً على توصية من أستاذ الرياضيات الخاص بها في سوارثمور، حصلت مور على وظيفة في مرصد جامعة برينستون لتعمل لدى الأستاذ هنري نوريس راسل كجهاز كمبيوتر بشري يقوم بإجراء الحسابات اللازمة لاستخدام لوحات التصوير في تحديد موقع القمر. بمرور الوقت، أثناء العمل لدى راسل، بدأ اهتمام مور بالفيزياء الفلكية في الازدهار. أجرى راسل ومور أبحاثًا حول النجوم الثنائية والكتلة النجمية، ونشرا على نطاق واسع حول هذا الموضوع على مدار سنوات تعاونهما. تضمن بحثها جهدًا لتصنيف 2500 نجم بناءً على أطيافها.
بعد خمس سنوات في برينستون، كجزء من التعاون المستمر بين راسل والمجموعات البحثية هناك، انتقلت إلى مرصد ماونت ويلسون حيث عملت على نطاق واسع في التحليل الطيفي للشمس، وتحليل الخطوط الطيفية للشمس وبالتالي تحديد العناصر الكيميائية في الشمس. قامت مع المتعاونين معها بتحليل أطياف البقع الشمسية. كانت مور قادرة على استنتاج أن درجة حرارة البقع الشمسية تبلغ حوالي 4700 درجة كلفن. ساعدت صورها من مرصد ماونت ويلسون في إعادة تحديد مقياس أنجستروم الدولي الجديد. حصلت على درجة الدكتوراه. حصلت على درجة الدكتوراه في علم الفلك عام 1931 من جامعة كاليفورنيا، بيركلي في زمالة ليك؛ لم تكن قادرة على الدراسة في جامعة برينستون لأنهم لم يقبلوا النساء - ولن يكونوا كذلك على مدى الثلاثين عامًا القادمة. أثناء عملها على درجة الدكتوراه، واصلت البحث في التحليل الطيفي وجمعت وحللت البيانات حول أطياف العناصر الكيميائية والجزيئات. بعد حصولها على الدكتوراه، عادت إلى برينستون لمواصلة العمل مع راسل كمساعد باحث.
في عام 1949، أصبحت أول امرأة تُنتخب كعضوة في الجمعية الفلكية الملكية لبريطانيا العظمى، تكريماً لعملها على الألواح متعددة الألواح وفي التعرف على بقعة الإلكترا الشمسية. طوال حياتها المهنية، ألفت وشاركت في تأليف أكثر من 100 بحث وحضرت الجمعية العامة العاشرة للاتحاد الفلكي الدولي في اللجنة المشتركة للتحليل الطيفي في موسكو عام 1958. تقاعدت بمرارة من منصبها في NBS عندما بلغت السبعين عام 1968، لكنها واصلت بحثها في مختبر الأبحاث البحرية. تم تكريمها من قبل مجلة الجمعية البصرية الأمريكية من خلال إصدار تذكاري في عام 1988.

## صور من ندوة أوترخت لعلم الفلك عام 1963

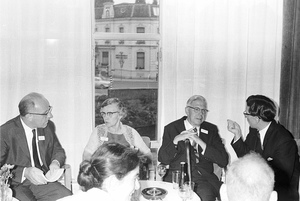
من اليسار ألبريشت أونسولد  [لغات أخرى]‏، شارلوت مور سيترلي، السيد مور
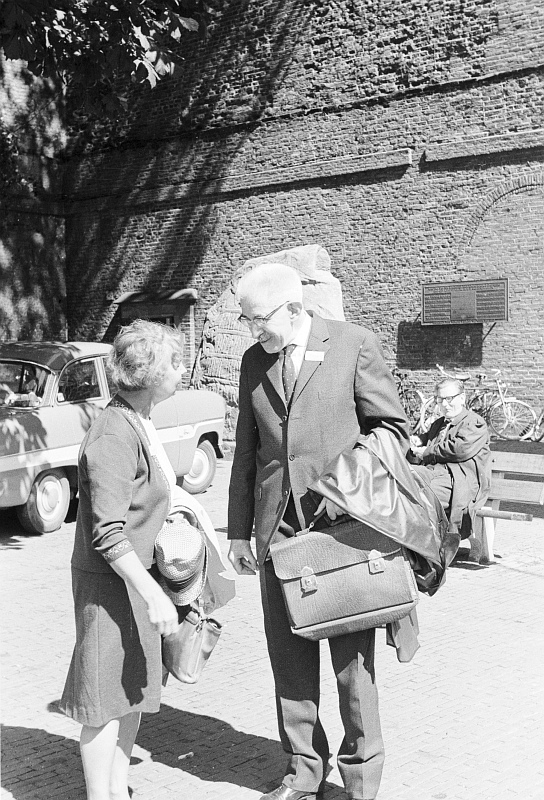
شارلوت مور سيتيرلي ومارسيل مينارت  [لغات أخرى]‏
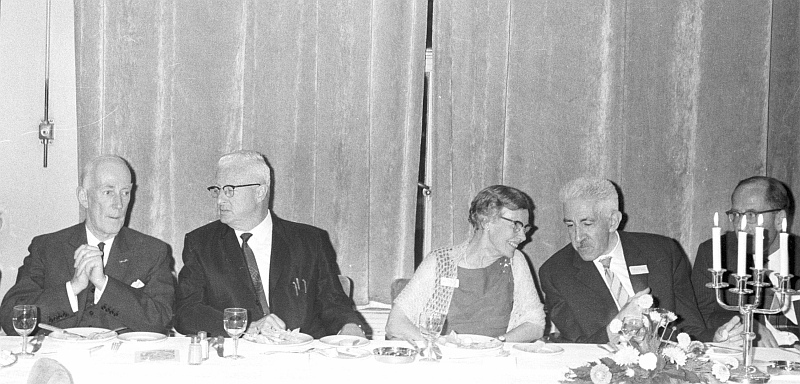
جان هندريك أورت، دونالد مينزل، شارلوت مور سيترلي، مارسيل مينارت، ألبريشت أونسولد
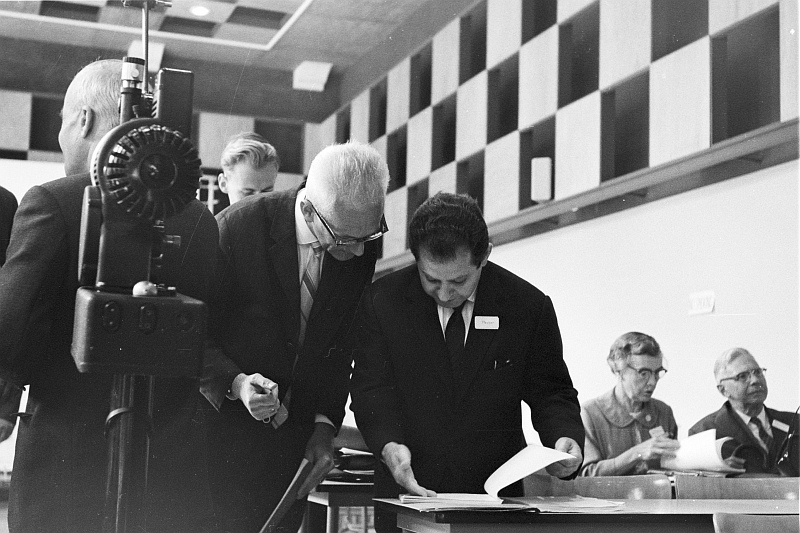
كيس دي جاغر، جان كلود بيكر، شارلوت مور سيترلي، السيد مور

## الحياة الشخصية
أثناء عملها في جامعة برينستون في عشرينيات القرن الماضي، التقت بالفيزيائي بانكروفت دبليو سيترلي، الذي تزوجته أخيرًا في 30 مايو 1937. واصلت نشر المجلات تحت اسمها قبل الزواج لأن معظم الاعتراف بها كان تحت هذا الاسم. كانت تعتقد أن السفر هو أحد أهم جوانب حياة العالم، لأنه يعزز التعاون بين العلماء. استمتعت بالبستنة والسفر والموسيقى مع زوجها حتى وفاته عام 1977. واصلت بحثها حتى وفاتها من قصور القلب عن عمر يناهز 91 عامًا.

## مرتبة الشرف

### الجوائز
- جائزة آني ج. كانون (1937) [11]
- زميلة جمعية البصريات (1959) - عضوة في الدرجة الأولى من زملاء OSA، واحدة من خمس نساء فقط في فئة 115.[17]
- جائزة المرأة الفيدرالية (1961)
- جائزة William F.Meggers من الجمعية البصرية (1972)
- وسام بروس (1990)

- نائب رئيس الجمعية الفلكية الأمريكية
- نائب رئيس الجمعية الأمريكية لتقدم العلوم القسم د
- رئيس لجنة البيانات الطيفية الأساسية، الاتحاد الفلكي الدولي

سميت بعدها
- الكويكب 2110 مور-سيتيرلي

## أعمالها
- جدول متعدد الاهتمامات الفيزيائية الفلكية، 1933.
- الطيف الشمسي (مع هارولد دي بابكوك)، 1947.
- جماهير النجوم (مع هنري نوريس راسل)، 1940.
- جدول مضاعفات الأشعة فوق البنفسجية، 1950.
- مستويات الطاقة الذرية المشتقة من تحليلات الأطياف البصرية، 1958.